# لوبیت
لوبیت (به هلندی: Lobith) یک منطقهٔ مسکونی در هلند است که در رین‌واردن واقع شده‌است.